# Wysiółki
Wysiółki – kolonia wsi Białystoczek w Polsce, położona w województwie podlaskim, w powiecie sokólskim, w gminie Korycin.
W latach 1975–1998 kolonia administracyjnie należała do województwa białostockiego.